# Санико (Леко)
Санико је насеље у Италији у округу Леко, региону Ломбардија.
Према процени из 2011. у насељу је живело 22 становника. Насеље се налази на надморској висини од 971 м.